# Max Neukirchner
Max Neukirchner, född den 20 april 1983, är en tysk roadracingförare.

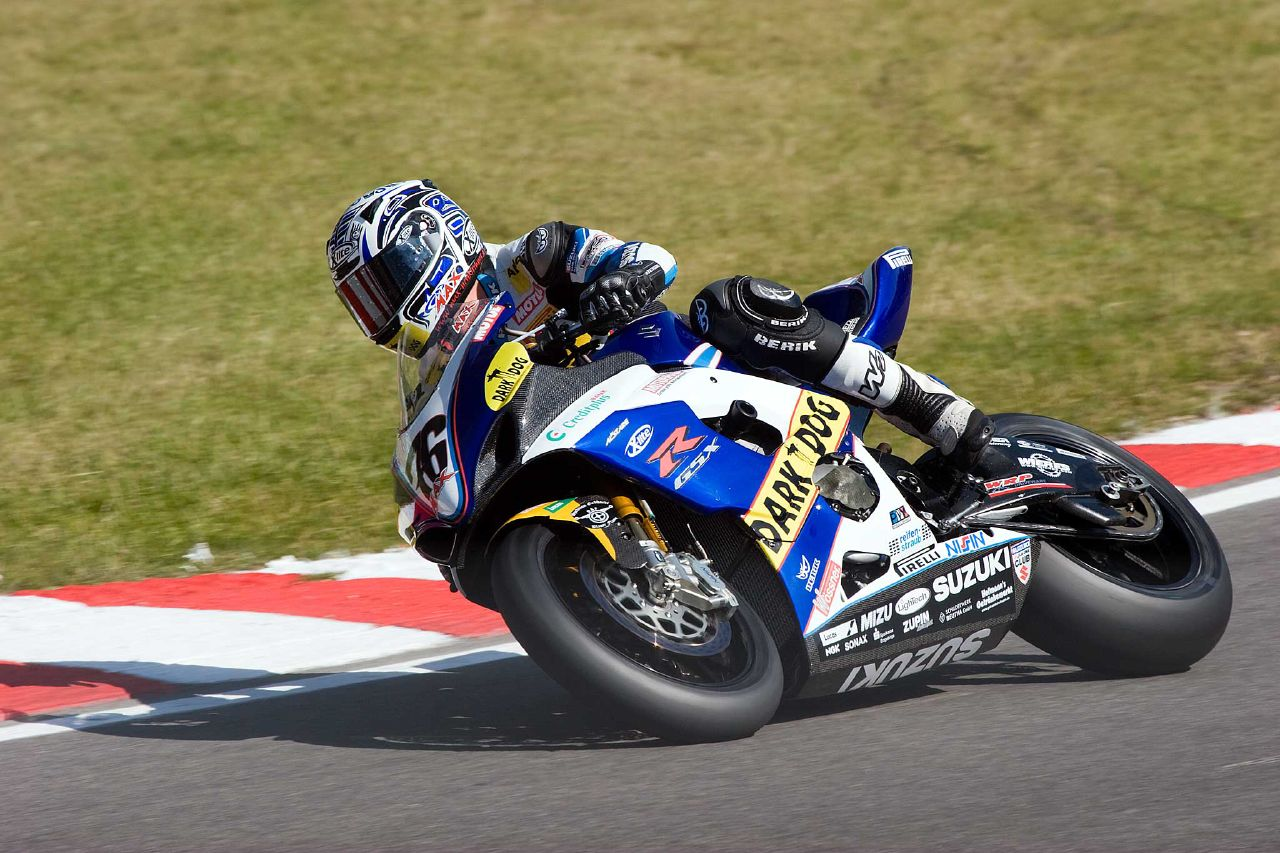
Neukirchner på Brands Hatch 2007

## Roadracingkarriär
Neukirchner ställde upp i Tysklands Grand Prix som wildcardförare 2001-2003 och tog en 15:e plats 2003. Han gjorde sin debut i Supersport 2004 och kom nia. Han körde sedan tre år för privatstall i Superbike, och nådde som bäst en nionde plats. Till 2008 fick han fabriksmaterial från Alstare Suzuki, och vann sitt nionde race för teamet på Monza. Han missade större delen av säsongen 2009 på grund av skada och resultaten nuteblev även 2010. 2011 kom han tillbaka till Grand Prix-serien genom att tävla i Moto2-klassen.

### Segrar World Superbike
| Nr | Bana   | Heat | År   |
| -- | ------ | ---- | ---- |
| 1  | Monza  | 1    | 2008 |
| 2  | Misano | 1    | 2008 |